# Jorge Silveira Zavala
Jorge Eladio Silveira Zavala (Tacuarembó, 6 de enero de 1930 - Montevideo, 7 de julio de 2005) fue un político uruguayo, perteneciente al partido Nacional.

## Biografía
Hijo del periodista tacuaremboense Juan Silveira Coronel, director del diario El Pueblo, y de Regina Zavala García. Casado con Mirta Gladys Noble, tuvo tres hijos: Jorge, Beatriz y Alicia. Su hermano, Ramón Silveira Zavala, fue un eminente profesor de historia.
Radicado en el departamento de Cerro Largo, realizó allí actividades políticas y periodísticas. Comienza a militar ya desde su adolescencia en 1946. En las elecciones de 1966 apoya la campaña a la Intendencia de Juan José Burgos, y fue elegido diputado por dicho departamento; es reelecto cinco años más tarde, ocupando la banca hasta la disolución del Parlamento decretada por Juan María Bordaberry el 27 de junio de 1973.
A partir de 1980 sustituyó al fallecido Mario Heber como miembro, junto a Carlos Julio Pereyra y a Dardo Ortiz, del triunvirato que dirigió clandestinamente al Partido Nacional hasta 1983, año en que nuevamente pudo elegirse un Directorio. En este, presidido por Juan E.Pivel Devoto,  Silveira Zavala desempeñó el cargo de Secretario, hasta 1985.
Con la restauración de la democracia, fue elegido diputado en las elecciones de 1984; es de destacar que, mientras en casi todo el país el Partido Nacional eligió diputados de los movimientos Por la Patria y Nacional de Rocha, Silveira Zavala fue prácticamente el único diputado herrerista (afín a Dardo Ortiz) en el interior. Poco después fue uno de los artífices de la unificación del Herrerismo, reuniendo a Luis Alberto Lacalle, Ortiz, Walter Santoro y Bari González. Así, obtuvo un puesto de senador por el Herrerismo en las elecciones de 1989 en que triunfó el Partido Nacional, ocupando la banca hasta 1995.
En 1994, se postula a la Intendencia de Cerro Largo, perdiendo con el joven candidato Villanueva Saravia.